# Szamoskér, Szabolcs-Szatmár-Bereg
Szamoskér  este un sat în districtul Mátészalka, județul Szabolcs-Szatmár-Bereg, Ungaria, având o populație de 429 de locuitori (2011). 

## Demografie
Componența etnică a satului Szamoskér
     Maghiari (93,42%)
     Romi (6,58%)
Componența confesională a satului Szamoskér
     Reformați (69,7%)
     Fără religie (7,23%)
     Romano-catolici (3,96%)
     Necunoscută (18,18%)
     Greco-catolici (0,93%)
Conform recensământului din 2011, satul Szamoskér avea 429 de locuitori. Din punct de vedere etnic, majoritatea locuitorilor (93,42%) erau maghiari, cu o minoritate de romi (6,58%).  Din punct de vedere confesional, majoritatea locuitorilor (69,7%) erau reformați, existând și minorități de persoane fără religie (7,23%) și romano-catolici (3,96%). Pentru 18,18% din locuitori nu este cunoscută apartenența confesională.